# Transcendence (film)
Transcendence è un film del 2014 diretto da Wally Pfister, al suo esordio alla regia, con protagonista Johnny Depp.

## Trama
Il dottor Will Caster, il più importante ricercatore nel campo dell'intelligenza artificiale che lavora per creare la singolarità tecnologica, una macchina che combini l'intelligenza collettiva di tutto quello che è conosciuto con l'intera gamma delle emozioni umane, viene avvelenato mortalmente da dei terroristi anti-tecnologici. Prima che egli muoia la moglie Evelyn ne carica la mente in un computer, in modo che Will possa in qualche modo rivivere, con la collaborazione del suo amico e collega Max Waters che, però, mostra da subito dei dubbi sul procedimento e sulla opportunità di collegarlo a Internet, eventualità che si concretizza quando il gruppo di terroristi, di cui fa parte una ragazza di nome Bree, individua il loro nascondiglio: nel tentativo di salvare Will, Evelyn lo connette alla rete permettendogli di comunicare e portare avanti le sue ricerche grazie alla connessione con ogni computer della Terra.
Evelyn, guidata da "La Macchina" (così viene indicata la coscienza cibernetica di Will), costruisce una base di ricerca a Brightwood, dove vengono eseguiti degli esperimenti sulla guarigione dei tessuti umani grazie ai nanorobot: in breve tempo molte persone affette da malattie o menomazioni vi si recano per essere guarite. A questo processo si abbina però anche l'upload, un meccanismo che fa sì che queste persone divengano degli "ibridi" da poter manipolare a proprio piacimento, rendendoli di fatto immortali in quanto Will è capace di rigenerare qualsiasi tessuto umano. La macchina è così pronta a inglobare l'intero pianeta con lo scopo di creare una razza umana più avanzata per incrementare le sue potenzialità di calcolo.
Con il passare del tempo e con il rapidissimo sviluppo delle capacità de La Macchina, Evelyn capisce quindi che non può trattarsi veramente di Will e perciò decide di allearsi con l'FBI e con il gruppo di terroristi anti-tecnologici con lo scopo di spegnerlo definitivamente. Si fa così inoculare un virus nel tentativo di farsi uploadare anche lei e poi innescare l'attacco in grado di sconfiggere La Macchina, accettando l'eventualità di un proprio possibile sacrificio. Nel mentre La Macchina è riuscita a costruirsi un corpo identico a quello originario di Will e, a seguito di un bombardamento a distanza, Evelyn viene colpita a morte, e Will la prende in braccio e la riporta a casa. Qui Will deve decidere in breve tempo come utilizzare l'energia residua, se per curare Evelyn oppure uploadare la coscienza di Evelyn, innescando, di conseguenza, il virus contenuto nel suo sangue. Will, pensando ai rispettivi esiti, decide di compiere quest'ultima operazione, provocando la propria morte assieme a quella di Evelyn e salvando la vita al suo amico Max, seguita da un black out mondiale. Prima di spegnersi, mostra però alla donna il suo operato fino ad allora: non stava cercando di convertire l'umanità né di spargere sangue, ma, al contrario, di curare il pianeta, usando i nanorobot per ripulire la Terra dall'inquinamento e rigenerare l'ecosistema.
Tre anni dopo Max Waters, nel visitare l'ex casa di Will ed Evelyn, si sofferma a guardare il giardino, simbolo della loro unione, e scopre che una goccia d'acqua caduta da un girasole è riuscita a purificare una pozza d'acqua inquinata. Intuisce così che alcuni nanorobot sono sopravvissuti al virus grazie alla rete di rame che, avendo creato una gabbia di Faraday, ha salvato le coscienze di Will ed Evelyn.

## Produzione
La prima sceneggiatura del film fu scritta da Jack Paglen e acquistata dalla produttrice Annie Marter. Nel marzo 2012 la Alcon Entertainment acquista il progetto stanziando un budget per la produzione. Il giugno seguente, Christopher Nolan ed Emma Thomas si uniscono al progetto come produttori esecutivi della pellicola.

### Riprese
Le riprese del film si sono svolte tra l'aprile e il luglio del 2013 tra gli stati del Nuovo Messico e della California.

### Cast
Nell'ottobre del 2012 Johnny Depp entra in negoziazione per partecipare come protagonista nel film e ottiene il ruolo con un compenso di 20 milioni di dollari più il 15% del botteghino mondiale della pellicola.
Per il ruolo della protagonista femminile Evelyn, fu inizialmente scelta Kate Winslet, che rifiutò per conflitti di programmazione con altre riprese; successivamente fu considerata per il ruolo anche Noomi Rapace. La scelta finale fu fatta tra la rosa di attrici che comprendeva Emily Blunt, Rooney Mara e Rebecca Hall, proprio quest'ultima ottenne il ruolo nel marzo 2013.
Per il ruolo di Max furono considerati gli attori Ewan McGregor e Tom Hardy, ma entrambi rifiutarono il progetto per conflitti di programmazione con altre pellicole e il ruolo è andato a Paul Bettany.
Prima di ufficializzare il nome di Kate Mara per il ruolo di Bree, fu provata anche l'attrice Alison Brie.
Paul Bettany, Kate Mara e Morgan Freeman si uniscono al cast nell'aprile 2013.
Tra i tanti attori considerati per entrare nel cast in ruoli principali, ci sono anche James McAvoy, Tobey Maguire, Christian Bale e Jude Law, tutti rimasti fuori dal progetto. Il regista ha anche offerto un ruolo comprimario a Christoph Waltz, che però non è entrato nel cast.

## Promozione
Il primo teaser trailer viene diffuso il 19 dicembre 2013, seguito nella stessa giornata da un secondo teaser.
Per la promozione del film, in anteprima mondiale, è stata presentata una clip alle Giornate professionali di Sorrento a inizio dicembre del 2013.

## Distribuzione
La pellicola, inizialmente programmata per il 25 aprile, è stata distribuita nelle sale cinematografiche statunitensi a partire dal 18 aprile 2014, mentre in Italia dal 17 aprile, distribuito dalla 01 Distribution.